# Кубок Болгарії з футболу 1952
Кубок Болгарії з футболу 1952 — 12-й розіграш кубкового футбольного турніру в Болгарії. Титул вперше здобув Ударник (Софія).

## Перший раунд
| Команда 1                 | Рахунок | Команда 2                 |
| ------------------------- | ------- | ------------------------- |
| Червено знаме (Видин)     | 3:1     | Торпедо (Плевен)          |
| ВПС (Софія)               | 8:1     | Червено знаме (Кюстендил) |
| Червено знаме (Поморіє)   | 1:0     | Строїтел (Бургас)         |
| Спартак (Пловдив)         | 1:1     | Торпедо (Казанлик)        |
| Септемврі (Толбухін)      | 2:1     | Торпедо (Плевен)          |
| Червено знаме (Павликени) | 2:1     | Червено знаме (Габрово)   |

Перегравання
| Команда 1         | Рахунок | Команда 2          |
| ----------------- | ------- | ------------------ |
| Спартак (Пловдив) | 2:0     | Торпедо (Казанлик) |

## Другий раунд
| Команда 1               | Рахунок | Команда 2                       |
| ----------------------- | ------- | ------------------------------- |
| ВПС (Софія)             | 2:1 дч  | Червено знаме (Видин)           |
| Червено знаме (Поморіє) | 1:0     | Спартак (Пловдив)               |
| Строїтел (Петрич)       | 2:1     | Червено знаме (Станке Димитров) |
| Септемврі (Толбухін)    | 3:2     | Червено знаме (Павликени)       |

## 1/8 фіналу
| Команда 1           | Рахунок | Команда 2               |
| ------------------- | ------- | ----------------------- |
| ЦДНА (Софія)        | 5:0     | ВПС (Софія)             |
| Локомотив (Пловдив) | 1:0     | Червено знаме (Поморіє) |
| Спартак (Софія)     | 1:0     | Строїтел (Петрич)       |
| Спартак (Плевен)    | 0:0     | Септемврі (Толбухін)    |
| Динамо (Софія)      | 3:0     | Локомотив (Софія)       |
| Ударник (Софія)     | 2:0     | Міньор (Димитров)       |
| ДНА (Пловдив)       | 2:0     | Академік (Софія)        |
| ВМС (Сталін)        | 1:1     | Спартак (Сталін)        |

Перегравання
| Команда 1        | Рахунок | Команда 2            |
| ---------------- | ------- | -------------------- |
| Спартак (Плевен) | 0:0     | Септемврі (Толбухін) |
| ВМС (Сталін)     | 2:2     | Спартак (Сталін)     |
| Спартак (Плевен) | 2:1     | Септемврі (Толбухін) |
| ВМС (Сталін)     | 0:0     | Спартак (Сталін)     |
| ВМС (Сталін)     | 1:0     | Спартак (Сталін)     |

## 1/4 фіналу
| Команда 1           | Рахунок | Команда 2        |
| ------------------- | ------- | ---------------- |
| Локомотив (Пловдив) | 1:0     | ЦДНА (Софія)     |
| Спартак (Софія)     | 1:1     | Спартак (Плевен) |
| Ударник (Софія)     | 2:1     | Динамо (Софія)   |
| ДНА (Пловдив)       | 1:0     | ВМС (Сталін)     |

Перегравання
| Команда 1       | Рахунок | Команда 2        |
| --------------- | ------- | ---------------- |
| Спартак (Софія) | 3:1     | Спартак (Плевен) |

## 1/2 фіналу
| Команда 1       | Рахунок | Команда 2           |
| --------------- | ------- | ------------------- |
| Спартак (Софія) | 0:0     | Локомотив (Пловдив) |
| Ударник (Софія) | 2:1     | ДНА (Пловдив)       |

Перегравання
| Команда 1       | Рахунок | Команда 2           |
| --------------- | ------- | ------------------- |
| Спартак (Софія) | 1:1     | Локомотив (Пловдив) |
| Спартак (Софія) | 2:1     | Локомотив (Пловдив) |

## Фінал
| 9 листопада 1952 |

| Ударник (Софія)                          | 3:1      | Спартак (Софія) |
| ---------------------------------------- | -------- | --------------- |
| Стойчев 32' Ісаков 46' Іванов 86' (пен.) | Протокол | Георгієв 69'    |

| Народна армія, Софія Глядачів: 22 000 Арбітр: Траян Христов |